# Eurychoria pallidicosta
Eurychoria pallidicosta är en fjärilsart som beskrevs av W. Warren 1903. Eurychoria pallidicosta ingår i släktet Eurychoria och familjen mätare. Inga underarter finns listade i Catalogue of Life.